# Виа Емилия
Виа Емилия (на латински: Via Æmilia) е римски път, построен през 187 пр.н.е. от консула Марк Емилий Лепид. Тя свързва Пиаченца и Римини и преминава през много градове, разположени в италианския регион Емилия-Романя (регионът получава своето име от името на този път).
Повечето от градовете, през които минава Виа Емилия, са основани по време на Римската империя: Пиаченца (Placentia), Фиденца (Fidentia), Парма, Регио (Regium Llepidi), Модена (Mutina), Болоня (Bononia), Имола (Forum Cornelii), Фаенца (Faventia), Форли (Forum Livii), Чезена (Caesena), Римини (Ariminum).
Виа Емилия съединява два важни римски пътя: Виа Фламиния (от Рим към до Ариминум, дн. Римини) и Виа Постумия.
Днес Виа Емилия съвпада с национален път № 9.

## Галерия
- Римският път днес се намира под съвременен път. Разкопки в Регио-Емилия
- Съвременен вид на Виа Емилия